# SLM Sistemas
SLM Sistemas es una empresa multinacional fundada en 2000, que suministra tecnologías de virtualización de escritorios, Servicios de Desarrollo especializado, software-como-servicio (SaaS) e informática en la nube, entre las que se cuentan los productos SLM Galeón VDI el cual fue premiado por el Gobierno de Colombia en 2006 como la solución de mayor innovación tecnológica de Colombia, premio entregado por Colciencias y el Ministerio del Interior de Colombia. 
SLM Sistemas atiende a unas 3.000 organizaciones de toda América Latina y es catalogada como una de las 20 empresas más prometedoras de computación en la nube Su sede se encuentra en Bogotá, Colombia, y cuenta con sucursales en Caracas, Venezuela y Ciudad de México, México, además de centros de desarrollo en India y China.

## Historia
SLM Sistemas fue fundada en 2000 en Bogotá, Colombia, por Gonzalo Manuel Araújo Cabarcas y su padre, el reconocido empresario Colombiano Gonzalo Araújo Vélez.
El primer producto de la empresa fue Galeón (Hoy conocido como SLM Galeón VDI), un producto inspirado en SCO Tarantella y Citrix Metaframe pero con el objetivo del mercado Latino, donde los anchos de banda, requerimientos técnicos y complejidad de la arquitectura son factores vitales en la comercialización de este tipo de soluciones.
Luego de Galeón, en 2003, SLM Sistemas libera una versión de estación de trabajo liviana llamada gBox (o Caja Galeón por sus siglas en inglés) que permite reemplazar un PC por esta pequeña caja y usarla como puente a los servidores Galeón (Escritorio Virtual), entregando ahorros en centralización, canales dedicados, licenciamiento, soporte, energía y otros.
Otro de los productos de la empresa, el cual fue liberado al mercado en 2004, es el SLM CallManager y ContactCenterManager, productos focalizados a las comunicaciones convergentes y la telefonía IP, habilitando empresas de todo tipo a integrar en su red de datos, las comunicaciones de voz, y permitiendo que los usuarios de estas empresas pudieran reducir costos en comunicaciones internas de voz, una vertiente de esta plataforma, fue la versión especial para callcenters y contactcenters que apoya en toda la gestión y operación de los centros de contacto.
Luego de esto, en 2013, la empresa libera la primera versión de una solución de orquestación de tecnología y automatización de procesos llamado SLM Marketplace, este portal permite la venta de productos tecnológicos a través de un portal para usuario final, entregando todo tipo de soluciones basadas en la NUBE

## Productos
Productos vigentes 

• SLM Galeón VDI (Escritorios y aplicaciones Virtuales)

• SLM DocX (Inteligencia Artificial aplicada a documentos digitales.)

• SLM gBox (Thin Client)

• SLM CallManager (IPPBX) 

• SLM ContactCenterManager

• SLM BusinessManager (CRM)

• SLM Marketplace (Cloud Enabler)

## Empresas similares
- Microsoft
- Vmware
- Citrix Systems
- Oracle Corporation